# Hanusz fulnecki
Hanusz (Janusz) fulnecki (głubczycki) (ur. ok. 1420, zm. 1454) – książę na Fulneku w latach 1442/1449–1454.
Hanusz był starszym z dwóch synów księcia opawsko-głubczyckiego Wacława II i nieznanej bliżej Elżbiety z Kravař. Po śmierci ojca, która nastąpiła pomiędzy 1442 a 1449 przejął Fulnek i prawa do 1/3 ziemi opawskiej. Hanusz nie był żonaty i zmarł bezpotomnie w 1454, przekazując całość swojego dziedzictwa młodszemu bratu Janowi III Pobożnemu.